# Mil Vezes Cantarei
Mil Vezes Cantarei é o quinto álbum da dupla sertaneja brasileira Rick & Renner, lançado em 1998 pela gravadora Chantecler. A canção do álbum que mais obteve sucesso foi "Ela é Demais", que ficou nas paradas de sucesso por cinco meses consecutivos e fez com que a dupla tivesse um sucesso maior a nível nacional. Outras canções que obtiveram sucesso foram "Mil Vezes Cantarei" (versão de "Una y Mil Veces", do cantor Cristian Castro), "Diga Que Ainda Me Ama" e "Enrosca, Enrosca", que entrou para a trilha sonora da novela Estrela de Fogo, exibida pela Rede Record. O álbum recebeu disco de ouro da ABPD pela vendagem de 250 mil cópias.
A canção "Ao Lado de Deus" foi feita em homenagem ao João Paulo da dupla João Paulo & Daniel, que morreu num trágico acidente um ano antes.

## Faixas
| N.º            | Título                                 | Compositor(es)                                      | Duração |  |
| 1.             | "Goodbye My Love"                      | Peninha / Luiz Carlos                               | 4:06    |  |
| 2.             | "Enrosca, Enrosca"                     | Waldir Luz / Jefferson Farias                       | 3:30    |  |
| 3.             | "Mil Vezes Cantarei (Una y Mil Veces)" | Donato (versão: Waldir Luz / Manoel Nenzinho Pinto) | 4:52    |  |
| 4.             | "Abre o Coração Pra Mim"               | Peninha / Elias Muniz                               | 4:55    |  |
| 5.             | "De Barretos à Nashville"              | Rick / Alexandre                                    | 3:42    |  |
| 6.             | "Diga Que Ainda Me Ama"                | Roberto Merli / Nikon                               | 4:23    |  |
| 7.             | "Cortina do Espaço"                    | José Victor / Santa Fé                              | 2:58    |  |
| 8.             | "Céu de Setembro"                      | Rick / João Paulo / Alexandre                       | 4:08    |  |
| 9.             | "O Que é Que Ela Tem"                  | Rick / João Paulo / Alexandre                       | 3:20    |  |
| 10.            | "Ao Lado de Deus"                      | Rick / Renner / Alexandre                           | 4:33    |  |
| 11.            | "Ela é Demais"                         | Elias Muniz                                         | 3:27    |  |
| 12.            | "Nós Somos Dois Sem Vergonha"          | Lindomar Castilho / Ronaldo Adriano                 | 4:43    |  |
| 13.            | "Laços Quebrados"                      | Rocky / Roger / Alexandre                           | 3:10    |  |
| 14.            | "Ei, Flor (Dodói)"                     | Juraildes da Cruz                                   | 4:04    |  |
| Duração total: | Duração total:                         | Duração total:                                      | 55:57   |  |

## Certificações
| Brasil (ABPD)                             | Ouro | 1999 | 100.000* |
| *número de vendas baseado na certificação |      |      |          |